# Штефан Куловіц
Штефан Куловіц (нім. Stefan Kulovits, нар. 19 квітня 1983, Відень) — австрійський футболіст, півзахисник німецького «Зандгаузена».
Насамперед відомий виступами за клуб «Рапід» (Відень), а також національну збірну Австрії.

## Клубна кар'єра
Народився 19 квітня 1983 року у Відні. Вихованець юнацьких команд футбольних клубів «Ред Стар Пенцинг»  та «Рапід» (Відень).
У дорослому футболі дебютував 2002 року виступами за команду клубу «Рапід» (Відень), кольори якої захищав протягом 12 сезонів, провівши за цей час понад 200 ігор австрійської Бундесліги.
2013 року досвідчений півзахисник перейшов до німецького нижчолігового клубу «Зандгаузен».

## Виступи за збірну
2005 року дебютував в офіційних матчах у складі національної збірної Австрії. Наразі провів у формі головної команди країни лише 5 матчів.